# John Moore (anarchiste)
Pour les articles homonymes, voir John Moore et Moore.
John Moore (1957 - 27 octobre 2002) est un auteur britannique, professeur et organisateur.

## Biographie
Membre du Groupe Anarchiste de Recherche à Londres  dans les années 80, il fut l'un des théoriciens principaux du pro-Situ anarchisme des années 90 (le plus généralement associé à Hakim Bey), et fut attiré par l'anarcho-primitivisme en particulier. Son travail le plus connu est l'essai A Primitivist Primer (Une amorce de primitivisme).
En dépit de l'influence lourde du théoricien Fredy Perlman, Moore renonça plus tard au primitivisme et se tourna vers les théoriciens du langage et de la subjectivité tel que Julia Kristeva, Friedrich Nietzsche et Max Stirner.
Durant sa vie, il a publié plusieurs courts ouvrages : Anarchy and Ecstasy (Anarchie et Ecstasy), Lovebite, et The Book of Levelling (Le Livre de la Mise à Niveau).
Une anthologie sur laquelle il travaillait au moment de sa mort I Am Not A Man, I Am Dynamite! Friedrich Nietzsche and the Anarchist Tradition (Je ne suis pas un homme, je suis de la dynamite ! Friedrich Nietzsche et la tradition anarchiste) fut complétée par Spencer Sunshine et publiée à titre posthume par Autonomedia en 2004.